# Monica Andersson (designer)
Erna Monica Andersson Flad, född 16 november 1939 i Stockholm, död där 28 juli 2016, var en svensk textilformgivare.
Hon avlade realexamen 1956, studerade i Paris 1958, kom tillbaka och studerade på Bergs reklamskola 1958, på Tillskärarakademin 1959, på Institutet för högre reklam- och kommunikationsutbildning 1987. Samtidigt arbetade hon på Marks garner 1959–1961, på Femina 1961–1965. 1966 startade hon Monica A:son Design.
Hon har varit redaktör för olika stickkataloger: Marks, Kattens, Trois Suisses Frankrike. Hon har designat stickkollektioner för Kooperativa Förbundet, Åhléns, Åhlén & Åkerlund med flera. Hon har också designat stickmodeller i veckopress och stickkataloger för garnföretag.
Hon var dotter till Widar Ericson och Erna, född Svensson. Hon gifte sig en första gång 1962 med Gunnar Andersson, född 1930, och en andra gång 1980 med inredningsarkitekt Paul Flad, född 1939.